# Farmington Hills
Farmington Hills je město ve Spojených státech amerických. Nachází se v okrese Oakland County ve státě Michigan. Ve městě žije přibližně 84 tisíc obyvatel a jeho rozloha činí 86,3 km². Je severozápadním předměstím Detroitu, od jehož centra leží asi 35 kilometrů. Na jihu sousedí s menším městem Farmington a městem Livonia. Na východě od města leží Southfield, na západě město Novi a na severu město West Bloomfield.
Své sídlo zde mají společnosti American Concrete Institute a CBS/Fox Video, nachází se zde mj. také The Zekelman Holocaust Center. Město je dlouhodobě označováno jako jedno z nejbezpečnějších měst v USA; v Michiganu šlo v roce 2020 o druhé nejbezpečnější město a v roce 2010 bylo město 30. nejbezpečnějším v celých Spojených státech. V roce 2016 bylo město označeno jako 14. nejlepší město k životu v USA.

## Doprava
Městem procházejí silnice Interstate 696 a Interstate 275.

## Rodáci
- Alex DeBrincat (* 1997) – americký lední hokejista
- Bill Joy (* 1954)